# Janusz Kupczak
Janusz Kupczak (ur. 1938, zm. 26 grudnia 2019) – polski specjalista w zakresie nauk o polityce, dr hab.

## Życiorys
Obronił pracę doktorską, 29 stycznia 1996 habilitował się na podstawie dorobku naukowego i pracy zatytułowanej Polacy na Ukrainie w latach 1921-1939. Otrzymał nominację profesorską.
Został zatrudniony na stanowisku profesora w Instytucie Bezpieczeństwa i Spraw Międzynarodowych na Wydziale Nauk Społecznych i Dziennikarstwa Dolnośląskiej Szkoły Wyższej, oraz w Instytucie Studiów Międzynarodowych na Wydziale Nauk Społecznych Uniwersytetu Wrocławskiego.
Był członkiem Komitetu Badań nad Migracjami Ludności i Polonią Polskiej Akademii Nauk.

## Publikacje
- 1983: Związek Polaków "Zgoda" w Republice Federalnej Niemiec (1950-1975)
- 1994: Polacy na Ukrainie w latach 1921-1939[3]
- 1998: Z problematyki stosunków narodowościowych na Litwie współczesnej[3]
- 2001: Kraje Europy Środkowej i Wschodniej wobec procesu integracji europejskiej / pod red. J. Albina, J. Kupczaka[3]
- 2004: Kraje Europy Środkowej i Wschodniej na drodze przemian / pod red. Bernarda J. Albina, Janusza M. Kupczaka[3]